# Ludvig Carl Christian Maximilian Schow
Ludvig Carl Christian Maximilian Schow (født 15. februar 1828, død 2. februar 1864 i Mysunde) var en dansk officer.
Schow blev 1844 kadet, 1846 sekondløjtnant i 4. Jægerkorps med anciennitet fra 1845, 29. december 1848 Ridder af Dannebrog, 1849 (ansat ved 1. Espingolbatteri) karakteriseret premierløjtnant og samme år premierløjtnant i 3. Jægerkorps, blev 1858 adjudant ved 1. Infanteribrigade, 1861 kaptajn af 2. klasse, 1862 forsat til 18. Bataljon, hvor han den 1. oktober 1863 blev kompagnikommandør. Den 2. februar 1864 faldt han i slaget ved Mysunde.